# Vitória (microregio)
Vitória is een van de 13 microregio's van de Braziliaanse deelstaat Espírito Santo. Zij ligt in de mesoregio Central Espírito-Santense en grenst aan de Atlantische Oceaan in het oosten, de mesoregio Litoral Norte Espírito-Santense in het noorden en de microregio's Santa Teresa in het noordwesten, Afonso Cláudio in het zuidwesten en Guarapari in het zuiden. De microregio heeft een oppervlakte van ca. 1447 km². Midden 2004 werd het inwoneraantal geschat op 1.476.878.
Vijf gemeenten behoren tot deze microregio:
- Cariacica
- Serra
- Viana
- Vila Velha
- Vitória

Mesoregio's: Central Espírito-Santense · Litoral Norte Espírito-Santense · Noroeste Espírito-Santense · Sul Espírito-Santense

Microregio's: Afonso Cláudio · Alegre · Barra de São Francisco · Cachoeiro de Itapemirim · Colatina · Guarapari · Itapemirim · Linhares · Montanha · Nova Venécia · Santa Teresa · São Mateus · Vitória